# La Chevrolière
La Chevrolière – miejscowość i gmina we Francji, w regionie Kraj Loary, w departamencie Loara Atlantycka.
Według danych na rok 2010 gminę zamieszkiwało 5017 osób, a gęstość zaludnienia wynosiła 153 osoby/km².